# Desmond Bagley
Desmond Bagley (* 29. Oktober 1923 in Kendal, Cumbria, England; † 12. April 1983 in Southampton) war ein englischer Thriller-Autor.

## Leben
Bagley wurde in Cumbria, das damals noch Westmorland war, als Sohn von John und Hannah Bagley geboren. Er besuchte mehrere Schulen in Bolton und Blackpool. Als Bagley zwölf Jahre alt war, zog seine Familie im Sommer 1935 in den beliebten Erholungsort Blackpool. Nachdem er kurz danach die Schule verlassen hatte, arbeitete er zunächst als Laufbursche in einer Druckerei, danach als Arbeiter in einer Elektrofirma. Zwischen 1940 und 1946 war er bei einer Flugzeugwerft beschäftigt. Nach Kriegsende begann er 1947 seine Wanderung nach Südafrika. Erst 1951 ließ er sich in Natal nieder. In der Zeit dazwischen durchquerte er die Sahara, fand zeitweise Arbeit in Kampala, Uganda und arbeitete in Bergwerken. In dieser Zeit erkrankte er auch an Malaria. Dort wurde er zum freiberuflichen Autor für Zeitungen und Zeitschriften. Unter anderem arbeitete er für eine Radiostation in Durban (1951–1952) und schrieb Filmkritiken für die Rand Daily Mail in Johannesburg (1958–1962). Von 1960 bis 1961 arbeitete er außerdem als Autor für die Firma Filmlets Ltd.
Seine erste, veröffentlichte Kurzgeschichte erschien 1957 im englischen Magazin Argosy. Bevor 1962 sein erster Roman The Golden Keel erschien, traf er 1959 Joan Margaret Brown, die Besitzerin eines Buchladens, die er 1960 heiratete. Der ebenso überraschende, wie große Erfolg dieses Romans erlaubte ihm Mitte der 1960er Jahre, sich auf das Schreiben von Büchern zu konzentrieren.
Bagley und seine Frau verließen Südafrika und reisten zuerst nach Italien, bevor sie 1965 nach England zurückkehrten. Sie lebten einige Zeit in Totnes, Devon und zogen später (1976) auf die Kanalinsel Guernsey.
Nach einem Schlaganfall am 4. April 1983 wurde Bagley zur Behandlung nach Southampton gebracht, wo er nur acht Tage später verstarb.
Die beiden letzten Werke, die unter dem Namen des Autors erschienen, Night of Error (1983) und Juggernaut (1984) wurden von seiner Frau Joan Margaret fertiggestellt und posthum veröffentlicht.

## Werk
Bagley veröffentlichte 16 Thriller, die fast alle Bestseller waren. Er benutzte kaum Charaktere, deren Abenteuer sich über mehrere Bücher hinzogen. Dies war typisch für britische Autoren dieser Zeit. Eine Ausnahme stellt Max Stafford, der Sicherheitsberater, dar, der sowohl in Flyaway als auch in Windfall vorkommt. Bagley bevorzugte in vielen seiner Bücher die Ich-Erzählweise, die den Leser stark einbindet und sich näher mit dem Geschehen identifizieren lässt. Ebenfalls typisch ist die Tatsache, dass sein Werk nur wenig Aufmerksamkeit seitens der Filmbranche erhielt und daher nur drei Adaptionen seiner Romane existieren.
The Golden Keel basierte angeblich auf einer wahren Begebenheit. Bagley soll in einer Bar in Johannesburg von einem Kriegsveteranen namens Walker die atemberaubende Geschichte vom verschwundenen Gold des italienischen Diktators Mussolini gehört und diese als Buch umgesetzt haben.
Wie auch Hammond Innes, Alistair MacLean und Geoffrey Jenkins, schrieb Bagley rasante Geschichten mit reichhaltigem Lokalbezug/-kolorit. Die Orte der Handlung waren stets international, und Bagley bot seinen Lesern detaillierte Informationen über die beschriebenen Länder.
In The Tightrope Men (1973) führt er den Leser in die Landschaft Finnlands ein und erzählt viel über die finnische Lebensweise, während er in Running Blind (1970) ebenso mit Island verfährt. In seinem Werk Flyaway (1978) gibt er dem Leser mehr Informationen über Land, Leute, Sitten, Gebräuche und die Landschaft der Sahara an die Hand, als es mancher Reiseführer tut.
Ebenfalls ausführlich sind die wissenschaftlichen Hintergründe der Handlung. So erklärt er beispielsweise in seinem Werk The Enemy (1977) die Genmanipulation, während man in Wyatt's Hurricane (1966) mehr über die meteorologischen Abläufe in einem Hurrikan erfährt. In Landslide (1967) behandelt er Erdrutsche.
Desmond Bagley veröffentlichte auch Kurzgeschichten. Wenn er nicht unterwegs war, um Schauplätze und Hintergründe für seine Romane zu recherchieren, verbrachte er seine Zeit oft auf seiner Segelyacht oder seinem Motorboot. Er liebte es überdies, sich mit klassischer Musik, Militärgeschichte sowie dem modellhaften Nachspielen historischer Schlachten zu beschäftigen.
Bagley schrieb seine Werke nahezu ausschließlich mit zwei Fingern auf einer alten Schreibmaschine, erst die letzten Werke entstanden auf einem Xerox-Computersystem mit Textverarbeitungsprogramm.
Im Jahre 2019 erschien ein neuer, bisher unveröffentlichter Roman namens "Domino Island". Bisher ist er nur in englischer Sprache erschienen.

## Rezeption
Bagleys Werk fand insbesondere in den skandinavischen Ländern, vor allem in Schweden, Finnland und Norwegen große Beachtung, auch weil die Leser die Vorliebe des Autors für die Landschaft teilten.
Seine Werke wurden in über 20 Sprachen übersetzt und erzielten eine Millionenauflage.
Sein Spionage-Thriller Lebenslänglich mit Rückfahrkarte (The Freedom Trap, 1971) wurde 1973 mit Paul Newman, James Mason und Dominique Sanda unter dem Titel Der Mackintosh Mann verfilmt. 1998 verfilmte H. Gordon Boos den Roman The Vivero Letter mit Robert Patrick und Fred Ward in den Hauptrollen unter dem Titel Vivero Letter.

## Bibliografie
Die Jahreszahlen beziehen sich auf das Erscheinen der Hardcoverausgabe in Originalsprache.
- Der goldene Kiel (The Golden Keel, 1962)
- Die Gnadenlosen (High Citadel, 1965)
- Sog des Grauens (Wyatt’s Hurricane, 1966/68)
- Erdrutsch (Landslide, 1967)
- Die verhängnisvolle Botschaft (The Vivero Letter, 1968)
- Torpedo (The Spoilers, 1969)
- Blindlings (Running Blind, 1970)
- Lebenslänglich mit Rückfahrkarte (The Freedom Trap, 1972)
- Kidder (The Tightrope Men, 1973)
- Schneetiger (The Snow Tiger, 1975)
- Der Feind (The Enemy, 1977)
- Atemlos (Flyaway, 1978)
- Bahama-Krise (Bahama Crisis, 1980)
- Die Erbschaft (Windfall, 1982)
- Die Täuschung (Night of Error, 1984)
- Der Transport (Juggernaut, 1985)

## Filmografie
- 1973 – Der Mackintosh Mann (The Mackintosh Man) – Regie: John Huston (mit Paul Newman, James Mason, Dominique Sanda)
- 1998 – Vivero Letter – Der Fluch des Schatzes (Vivero Letter) – Regie: H. Gordon Boos (mit Robert Patrick, Fred Ward, Chiara Caselli)
- 2000 – Tödliche Formel (The Enemy)